# Torrioni
Torrioni község (comune) Olaszország Campania régiójában, Avellino megyében.

## Fekvése
A település a Sabato folyó völgyében fekszik. Határai: Montefusco, Petruro Irpino, San Martino Sannita, San Nicola Manfredi, Santa Paolina és Tufo.

## Története
A települést a 9. században alapították, egy Tufo védelmére épült erődítmény körül. Nevét építője után, II. Aiulf beneventói hercegről kapta: Turris Aionis, amely később átalakult a ma is használt Torrioni formára. A következő századokban nemesi birtok volt. A 19. században nyerte el önállóságát, amikor a Nápolyi Királyságban felszámolták a feudalizmust.

## Népessége
A népesség számának alakulása:

## Főbb látnivalói
- az egykori erődítmény romjai
- Pio atya szobra
- a  San Michele Arcangelo-templom